# ليمان دبليو. إمونز
ليمان دبليو. إمونز (بالإنجليزية: Lyman W. Emmons)‏ هو شخصية أعمال أمريكي، ولد في 5 مارس 1885، وتوفي في 9 مارس 1955.